# Diego Abad de Santillán

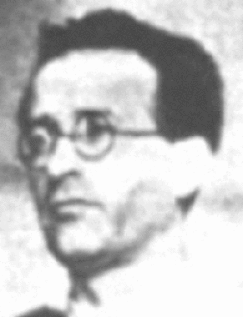
Diego Abad de Santillán, auf einer unscharfen Fotografie

Diego Abad de Santillán (* 20. Mai 1897 als Sinesio Vaudilio García Fernández in Reyero (Provinz León); † 18. Oktober 1983 in Barcelona) war ein spanischer Verleger, Journalist, Übersetzer, Historiker, Ökonom, sowie eine führende Figur in der spanischen und der argentinischen anarchistischen und syndikalistischen Bewegung.

## Leben
Santillán wurde am 20. Mai 1897 in Reyero in der spanischen Provinz Léon geboren. Im Alter von acht Jahren emigrierte er mit seinen Eltern nach Argentinien. In jungen Jahren arbeitete er dort beim Eisenbahnbau. Im Jahre 1912 kehrte Santillán nach Spanien zurück, wo er seine Schulausbildung abschloss, bevor er ab 1915 in Madrid Literatur und Philosophie studierte. Nach einem Generalstreik 1917 wurde er in Madrid inhaftiert. Im Gefängnis kam er mit der anarchistischen Bewegung in der Person von Tomás Herreros Miguel (1877–1937) in Berührung.
Nach seiner Freilassung durch eine Amnestie im Jahre 1918 reiste er mit einem gefälschten Pass nach Argentinien um dem Militärdienst in Spanien zu entgehen. Dort wurde er für die anarchosyndikalistische Federación Obrera Regional Argentina (FORA V.) tätig und arbeitete als Redakteur für die dieser Organisation nahestehende wöchentliche Zeitung La Protesta.
1922 repräsentierte Diego Abad de Santillán die FORA bei der Gründung der Internationalen Arbeiter-Assoziation (IAA) in Berlin, wo er zeitgleich Medizin studierte. Er lernte Elise Kater (* 26. Mai 1902) kennen, die Tochter von Fritz Kater (FAUD, ASY Verlag, Der Syndikalist), welche seine Frau wurde. 1925 erschienen seine ersten historischen Werke, Ricardo Flores Magón: el apóstol de la revolución social mexicana (Ricardo Flores Magón: Der Apostel der mexikanischen sozialen Revolution) und El anarquismo en el movimiento obrero (Der Anarchismus in der Arbeiterbewegung).
1926 kehrte er nach Argentinien zurück, wo er gemeinsam mit Emilio López Arango die Zeitung La Protesta leitete und sich der Übersetzung der von Max Nettlau verfassten Biographie Bakunins widmete. Da er sich dem Staatsstreich unter dem General José Félix Uriburu (6. September 1930) widersetzte, wurde er zum Tode verurteilt. Er flüchtete nach Uruguay, von wo er nach Spanien reiste, als dort 1931 die Zweite Republik begründet wurde. Nach einem erneuten clandestinen Aufenthalt in Argentinien ließ er sich 1933 in Barcelona nieder.
Ab 1934 arbeitete Santillán für die Federación Anarquista Ibérica (FAI) und wurde 1935 Sekretär in deren Komitee für die iberische Halbinsel (Comité Peninsular). Er war Herausgeber der FAI-Zeitung Tierra y Libertad und Redakteur der Zeitung der Confederación Nacional del Trabajo (CNT) Solidaridad Obrera; außerdem gründete er drei neue Zeitschriften: Tiempos Nuevos, Butlletí de la Conselleria d’Economia und Timón. Gleichzeitig beschäftigte er sich mit der ökonomischen Theorie im revolutionären Prozess und schrieb Der ökonomische Organismus der Revolution, 1936 veröffentlicht von der CNT im Vorfeld ihres Kongresses von Zaragoza (1.–15. Mai).
Im Verlauf der sozialen Revolution nach dem Militärputsch vom 17. Juli 1936, saß er für die FAI im Comité de Milícies Antifeixistes de Catalunya (Antifaschistisches Komitee der Milizen Kataloniens), das de facto zunächst die Regierungsgeschäfte übernahm. Dort war Santillán für die Organisation der Milizen verantwortlich. Zwischen Dezember 1936 und April 1937 war Santillán Staatsrat für Wirtschaft (Conseller de Economía) in der Generalitat de Catalunya, wobei er versuchte, die anarchistischen Prinzipien freier Teilhabe an der Politik und der Wirtschaft beizubehalten. Der spanisch-republikanischen Zentralregierung unter Manuel Azaña (Präsident) und Juan Negrín (Ministerpräsident) stand er äußerst kritisch gegenüber und prangerte die Verbrechen durch den Komintern-loyalen Partido Comunista de España (PCE) im Spanischen Bürgerkrieg an. Zwei weitere Bücher erschienen zu dieser Zeit: Revolution und Krieg in Spanien (1938) und eine Bibliografie seiner argentinischen Schriften (1938). Im April 1938 wurde Santillán in das Nationale Komitee der Antifaschistischen Volksfront delegiert, das aus den Gewerkschaften CNT und Unión General de Trabajadores (UGT) gebildet wurde. Nach der Niederlage der Republik 1939 kehrte er via Frankreich nach Argentinien zurück. Dort publizierte er in den folgenden Jahrzehnten viele weitere Bücher, in denen er sich unter anderem kritisch mit der Arbeiterbewegung und dem Peronismus auseinandersetzte.
1977 nach dem Ende der Franco-Diktatur kehrte er nach Spanien zurück, wo er sich in Barcelona niederließ. Im gleichen Jahr wurde eine von Santillán angefertigte spanische Übersetzung von Nationalismus und Kultur, dem Hauptwerk Rudolf Rockers, veröffentlicht. Er verzichtete auf die Auszahlung einer Rente, die ihm als ehemaligen Staatsrat Kataloniens zustand. Diego Abad de Santillán starb am 18. Oktober 1983.

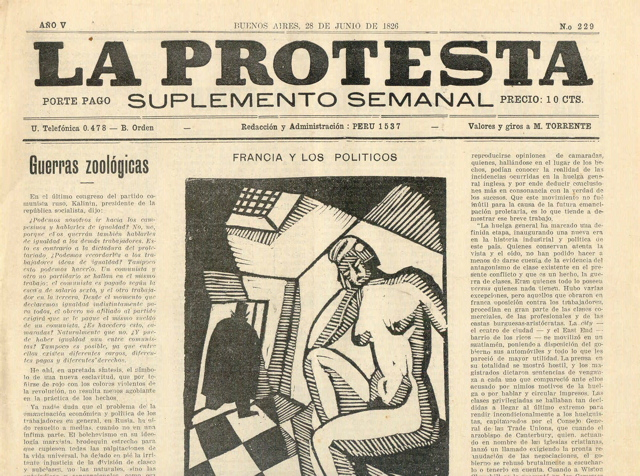
Die Zeitung „La Protesta“ № 220 aus dem Jahre 1926

Sein Sohn war der Filmregisseur und Drehbuchautor Diego Santillán (1925–1992).

## Denken
In den zwanziger Jahren widmete sich Diego Abad de Santillán in seinen theoretischen Schriften den Zusammenhängen zwischen der Gewerkschaftsbewegung und der anarchistischen Ideenwelt. Er grenzte sich von Positionen ab, die eine ideologische Neutralität und Unabhängigkeit der syndikalistischen Organisationen befürworteten, wie sie etwa in Spanien von Ángel Pestaña verfochten wurden. Santillán argumentierte dagegen, dass die syndikalistische Organisation eine klare ideologische – anarchistische – Selbstdefinition besitzen sollte, ohne dabei aber Gewerkschaften mit einer anderen Definition die Legitimität abzusprechen. Inspiriert durch das Programm der bakunistischen Allianz betonte er die Rolle einer bewussten Minderheit in den Gewerkschaften, die in vorderster Reihe die kollektiven Interessen verteidigen, um darüber die anderen Arbeiterinnen und Arbeiter durch ihr Beispiel mitzureißen und ihnen eine anarchistische Orientation zu vermitteln.
In den dreißiger Jahren mündete sein theoretisches Denken in Arbeiten über die ökonomische Theorie im revolutionären Prozess. Hier wurde Santillán unter anderem durch den Rätekommunisten Anton Pannekoek inspiriert. Hervorgehoben werden kann in diesem Zusammenhang die Schrift El organismo económico de la revolución (Der ökonomische Organismus der Revolution). Einige der darin festgehaltenen Ideen konnten 1936 in den Kollektivierungsprozessen in Praxis gesetzt werden, die im Rahmen der sozialen Revolution in Spanien stattfanden.

## Zitate
„Diese kleine Halbinsel könnte die Wiege einer neuen Ära sein oder das Grab einer großen Hoffnung. In nicht sehr ferner Zukunft werden wir eine Antwort darauf erhalten.“
– Der ökonomische Organismus der Revolution, 1936 (In: Peiró/Santillán: Ökonomie und Revolution, Wien 1986, S. 153).
„Wir wußten, daß es nicht möglich war, in der Revolution zu siegen, ohne vorher im Krieg gesiegt zu haben, und deswegen opferten wir alles für den Krieg. Wir opferten sogar die Revolution, ohne zu merken, daß dieses Opfer auch die Opferung der Kriegsziele selbst miteinbezog.“
– Por qué perdimos la guerra, 1940 (zitiert nach: Saña: Die libertäre Revolution. Die Anarchisten im spanischen Bürgerkrieg, Hamburg 2001, S. 114).

## Werke
- Rudolf Rocker: Aus den Memoiren eines deutschen Anarchisten (Nachwort von Santillán). Frankfurt am Main 1974.
- Die tägliche Revolution von unten auf. In: Erich Mühsam / Rudolf Rocker / Helmut Rüdiger / Diego Abad de Santillán: Aufsätze zur Erinnerung an Gustav Landauer, Frankfurt am Main 1978.
- Der ökonomische Organismus der Revolution. Organisation der Arbeit. In: Helmut Ahrens/Hans-Jürgen Degen/Ch. Geist: "Tu was Du willst." Anarchismus. Grundlagentexte zur Theorie und Praxis, Berlin 1980, S. 142–145.
- Schiffbruch der Arbeiterbewegung / Für eine konstruktive Arbeiterbewegung. In: Max Nettlau/José G. Pradas / Diego Abad de Santillán: Neue sozialistische Wege, Hannover 1980, S. 11–17.
- Ökonomie und Revolution (mit Juan Peiró; Hrsg. Thomas Kleinspehn). Wien 1986.

## Werke in spanischer Sprache (Auswahl)
- Ricardo Flores Magón; el apóstol de la revolución social Mexicana. México: 1925. Reeditado en México: Antorcha, 1988.
- El anarquismo en el movimiento obrero (con E. López Arango). Barcelona: Cosmos, 1925.
- El movimiento anarquista en la Argentina. Desde sus comienzos hasta el año 1910. Buenos Aires: Argonauta, 1930
- La bancarrota del sistema económico y político del capitalismo, 1932.
- La FORA: ideología y trayectoria del movimiento obrero revolucionario en la Argentina. Buenos Aires: Nervio, 1933
- Reconstrucción social: bases para una nueva edificación económica argentina, con Juan Lazarte, 1933
- Las cargas tributarias: apuntes sobre las finanzas estatales contemporáneas. Barcelona: Mundial, 1934
- El organismo económico de la revolución. Barcelona: 1936.
- La revolución y la guerra de España. La Habana: 1938
- Bibliografía anarquista argentina. Barcelona: Timón, 1938.
- Por qué perdimos la guerra. Buenos Aires, 1940.
  - Esplugues de Llobregat (Barcelona): Plaza y Janés, 1977. El texto fue llevado al cine por su hijo.
- El movimiento obrero. Anarquismo y socialismo. Buenos Aires: 1965.
- Historia argentina, enciclopedia en 5 volúmenes. Buenos Aires: 1965.
- Contribuciones a la historia del movimiento obrero español (1962–1971).
- La FORA. Ideología y trayectoria del movimiento obrero revolucionario en la Argentina (1933), revisada y ampliada por el autor en 1971.
- De Alfonso XII a Franco: apuntes de historia política de la España moderna. Buenos Aires: TEA, 1974
- Estrategia y táctica: ayer, hoy y mañana. Prólogo de Carlos Díaz. Madrid: Júcar, 1976.
- Memorias 1897–1936. Barcelona: Planeta, 1977.